# Eel Tarn
Der Eel Tarn ist ein See im Lake District, Cumbria, England.
Der Eel Tarn liegt am östlichen Ende des Eskdale Tals, westlich des Stony Tarn. Der See hat keinen erkennbaren Zufluss, sein unbenannter Zufluss an der nordwestlichen Seite des Sees mündet in den Whillan Beck.